# パット・ライリー
パトリック・ジェームズ・ライリー（Patrick James Riley、1945年3月20日 - ）、通称パット・ライリー (Pat Riley) はアメリカ合衆国のバスケットボール監督で球団運営責任者。NBAのロサンゼルス・レイカーズなどで選手としてプレイしたのち同チームの監督に就任、1980年代を代表するチームに育て上げた。その後ニューヨーク・ニックス、マイアミ・ヒートでも監督を務める。異なる三つのチームで最優秀監督賞を受賞した唯一の人物。選手に厳しい練習を課すこともよく知られている。ニューヨーク州ローム出身。現在はマイアミ・ヒートの球団社長を務める。

## 生い立ちと選手時代
父は野球選手（フィラデルフィア・フィリーズ）、兄はのちのアメリカンフットボール選手（ニューヨーク・タイタンズなど）というスポーツ一家に育った。パット・ライリー自身はバスケットボールやフットボールに親しみ、リントン高校に通っていた時代には両方のスポーツで活躍した。高校のバスケットボールチームはニューヨーク市のパワーメモリアル高校と対戦し、勝ったことがあった。この学校のチームには、のちにカリーム・アブドゥル＝ジャバーと改名するルー・アルシンダーがいた。
フットボールの方面でも勧誘を受けたが、ライリーはバスケットボールの選手としてケンタッキー大学に進学した。ライリーはチームのエースとして活躍し、ケンタッキー大はNCAAトーナメントの決勝に進んだがそこで敗れている。
大学を卒業すると、1967年のNBAドラフト全体7位でサンディエゴ・ロケッツに指名された。また、1967年のNFLドラフトでもダラス・カウボーイズから12巡で指名された。3年間ロケッツでプレイしたあと、ロサンゼルス・レイカーズへ移籍。エルジン・ベイラー、ジェリー・ウェスト、ウィルト・チェンバレンらのチームメイトとして1972年には優勝を経験した。現役最後のシーズン途中でフェニックス・サンズにトレードされ、そこで9年間の選手生活を終えた。出場試合数は528試合、平均出場時間は15分ほどだった。

## ロサンゼルス・レイカーズ

### アシスタントコーチから監督へ
引退後、ライリーはロサンゼルス・レイカーズ戦の放送で試合を解説する職を得、伝説的なアナウンサー、チック・ハーンとともに仕事をした。解説者を2年間続けた後の1980年、当時レイカーズの監督だったポール・ウェストヘッドに声をかけられ、同チームのアシスタントコーチの役職に就いた。
レイカーズはカリーム・アブドゥル＝ジャバーやマジック・ジョンソンを擁し、1980年には優勝を経験していたチームで、リーグ屈指の強豪になる可能性を持っていた。翌1980-81シーズンには54勝28敗の成績で、プレイオフではマジック・ジョンソンの不調もあって1回戦でヒューストン・ロケッツに敗退した。このシーズンを制したのは、80年代を通じてレイカーズのライバルとなるボストン・セルティックスだった。
ライリーが脚光を浴びることになったのは次の1981-82シーズンだった。開幕当初、レイカーズは7勝4敗とそれほど悪くない滑り出しだったが、監督のウェストヘッドが突如解雇された。ウェストヘッドは速攻よりも緻密に計算されたオフェンスを重視するようになっており、それに不満だったマジック・ジョンソンはマスコミを通じウェストヘッドの指導方針を非難していた。突然の異動でチームが混乱する中、ライリーは監督に昇進した。
監督に就任したライリーは、以前の速攻主体のオフェンスを徐々に取り戻していった。そしてこのスタイルがのちのちライリーに不動の評価を与えることになった。
このシーズン、ライリーが指揮を執って以降のレイカーズは50勝21敗と上々の成績で、シーズンを終えて57勝25敗だった。レイカーズはNBAファイナルに進み、フィラデルフィア・セブンティシクサーズを4勝2敗で下し、80年代で2度目の優勝を手にした。ライリーにとって、監督としては初めての優勝だった。

### 「ショータイム」の時代
優勝監督となったライリーは新たな自信をつけ、次第にライフスタイルも変わっていった。以前はトレーニングウェアやカジュアルな服装でチームの前に現れていたが、翌1982-83シーズン以降はイタリア製の高価なスーツに身を包み、一糸乱れず髪をオールバックにした姿を見せるようになった。のちにはジョルジオ・アルマーニとも親交を結び、常にアルマーニのスーツで仕事に臨むようになった。もともと端整な顔立ちをしていたこともあり、ライリーの伊達男ぶりは世間の耳目を集めるようになった。
そしてこのシーズンに、レイカーズはドラフトでジェームズ・ウォージーを獲得。ウォージーは非常に俊敏な選手で、走力・ジャンプ力もあった。マジック・ジョンソンの意表を突いたパスからウォージーがダンクで締めくくる華やかな速攻はレイカーズの象徴となり、ショータイムと呼ばれて一世を風靡した。レイカーズは常勝チームと見なされるようになり、ライリーはロサンゼルスを代表する著名人の一人となっていた。
一方、東海岸ではボストン・セルティックスが強豪として評価されるようになっていた。レイカーズのマジック・ジョンソンとセルティックスのラリー・バードがライバルと見なされていたこともあり、マスコミやファンはことあるごとに両チームを比較した。とりわけ、質実剛健なセルティックスに対しレイカーズが軟弱なように言い立てられるのはライリーにとって我慢ならないことだった。
80年代にレイカーズとセルティックスが初めて決勝で対戦したのは1984年のことだった。合計3度の延長を含み、第7戦までもつれた激戦を制したのはセルティックスだった。敗因はいくつかあったが、ライリーにとって印象深いのは第4戦のウォージーのパスミスだった。試合終盤にレイカーズがリードしている状況で、セルティックスのジェラルド・ヘンダーソンのスティールが延長につながり、2勝2敗のタイとなった。また同じ試合でセルティックスのケビン・マクヘイルがレイカーズのカート・ランビスを乱暴に転倒させ、両チームは険悪な雰囲気になった。ライリーはセルティックスを「チンピラの集まり」と非難した。
わずかの差で優勝を逃したレイカーズは、奮起して翌シーズンに臨んだ。1984-85シーズン、レイカーズは62勝20敗でセルティックスに次ぎリーグ2位。両チームは再びNBAファイナルに進出した。ボストンで行われた第1戦でレイカーズは114対148の大差で敗れた。屈辱的な敗戦の後、ライリーはこの試合のビデオを見せて選手を叱咤し、選手たちは懸命に練習に取り組んだ。レイカーズは第3戦をものにし、ロサンゼルスに戻った第4戦は快勝。結局シリーズを4勝2敗で制し、前シーズンの雪辱を果たした。
次の1985-86シーズン、レイカーズは地区首位の成績を収めながらもプレイオフではヒューストン・ロケッツに敗退。今回優勝したのはボストン・セルティックスだった。

### 2連覇から辞職へ
1986-87シーズンのレイカーズは、球団史上屈指の強さでシーズンを勝ち進んだ。ライリーは、これまでカリーム・アブドゥル＝ジャバーが担っていたチームリーダーの役割をマジック・ジョンソンに引き継がせ、得点をさらに狙うよう指導した。レイカーズは65勝17敗とリーグ首位でレギュラーシーズンを終え、NBAファイナルではまたもボストン・セルティックスと対戦した。怪我に悩まされていたセルティックスをレイカーズは4勝2敗で下し、ライリーにとって監督として3度目の優勝となった。
優勝の祝賀会で、ライリーは記者に翌シーズンも優勝することを請け合った。この時ライリーは祝杯のシャンパンを飲んでいたが、「酒が入っていたことだけが心残り」と話しており、前々から連覇を宣言するつもりでいた。数日後にロサンゼルスで行われた凱旋パレードでも、ライリーはファンに向かって連覇を約束した。
NBAでは1960年代のボストン・セルティックス以来実に19年間も連覇をしたチームはなく、近代バスケットでは連覇は不可能とまで言われていた。ライリーの意図はレイカーズが歴史に残り、時代を画すチームになることだった。公衆の面前で連覇を誓ったため、ライリーや選手は常にプレッシャーに追われながらシーズンを過ごした。これはライリーの狙いでもあった。
1987-88シーズンのレイカーズはシーズンは62勝で再びリーグ首位の成績となった。しかしプレイオフでは1回戦以外は大苦戦の連続だった。ユタ・ジャズとダラス・マーベリックスに共に最終戦まで持ち込まれて辛くも勝利。NBAファイナルでは新興勢力のデトロイト・ピストンズと対戦した。一時はピストンズに先に優勝に王手をかけられるが、レイカーズは接戦となった第7戦を制し、公約通り遂にレイカーズは2連覇を果たした。
レイカーズは翌シーズンもNBAファイナルに進むが、この時はジョンソン、ウォージー、バイロン・スコットら主力選手が怪我にたたられ、0勝4敗でデトロイト・ピストンズに優勝を譲った。
次の1989-90シーズン、レイカーズは63勝19敗でリーグ首位の成績。ライリーは初めて最優秀監督賞を受賞した。しかしプレイオフでは地区準決勝でフェニックス・サンズに1勝4敗で敗退し、不本意な形でシーズンを終えることになった。
この時期にはライリーとチームの間には一定の乖離が見られるようになっていた。チームのあらゆることを管理し、依然厳しい練習を課すライリーを支持しない選手も現れるようになった。特に不仲説が絶えなかったバイロン・スコットとの関係は、最早修復不可能になっていた。シーズン終了後、ライリーはレイカーズ監督を辞職した。
レイカーズでのライリーの成績は、レギュラーシーズンで533勝194敗で勝率73.3%という非常に高いものだった。プレイオフでは102勝47敗で勝率68.4%。9年連続ディビジョン首位でNBAファイナル進出は7回、優勝は4回だった。
レイカーズは当時まだ普及度が低かったウェイト・トレーニングをチームとしていち早く導入し、またランニング専門のコーチを雇うなどして走力を鍛えた。また、選手の試合での様々な数字を細かく統計分析して向上すべき点を個別に指導したりしていた。そうした勝利に対する徹底性がレイカーズの栄光を支えていたといえる。

## ニューヨーク・ニックス
レイカーズを退いたライリーは、1年間NBC局でコメンテーターを務めた後、ニューヨーク・ニックスからの誘いを受け、このチームの監督に就任した。
レイカーズ時代のライリーには、否定的な評価をする向きもあった。マジック・ジョンソンやカリーム・アブドゥル＝ジャバー、ジェームズ・ウォージーを擁するチームならばどの監督でも強豪にすることは可能であり、いかにもロサンゼルス的な派手なオフェンスが人気を博しているだけと批判されることがあった。
しかし、ライリーはニックスをレイカーズとは対照的なタイプの強豪に育て上げることに成功した。ニックスはパトリック・ユーイングを中心とし、チャールズ・オークレーやアンソニー・メイスンら屈強なディフェンダーを持っていた。加えて、知的なプレイメーカーマーク・ジャクソン、ムードメーカーのジョン・スタークスを中心メンバーとしたニックスは、ライリーのもとディフェンスで相手チームを苦しめる存在となっていた。
ライリー初年度の1991-92シーズン、ニックスは前シーズンの39勝から51勝31敗へと躍進した。次のシーズンの成績は60勝22敗に達し、ライリーは最優秀監督賞を受賞した。続く1993-94シーズンは57勝25敗の成績をあげ、3年連続でディビジョン1位となった。
この時期はマイケル・ジョーダンを擁するシカゴ・ブルズの時代に入っており、ブルズはNBAファイナルでは全て6試合以内に優勝を決めていた。ニューヨーク・ニックスは同じ東地区にあって、執拗なディフェンスでブルズを苦しめた。1992年のプレイオフで、ニックスはブルズを7戦目まで追い込んだ。続く1993年にも両チームはプレイオフ地区決勝で対戦し、この時は2勝4敗でニックスが敗退した。
1994年、ニックスはシーズン中のトレードでダラス・マーベリックスのデレック・ハーパーを補強してNBAファイナルに進出した。相手はアキーム・オラジュワン率いるヒューストン・ロケッツで、ニックスが優勝のチャンスを得るのは約20年ぶりのことだった。しかし第7戦まで及んだ戦いをニックスは落とし、ライリーも優勝を逃した。
1994-95シーズン、ニックスは55勝27敗でディビジョン2位の成績。プレイオフで宿敵のインディアナ・ペイサーズに3勝4敗で敗退すると、ライリーはニックスの監督を退いた。ニックスを指揮した4年間で、ライリーは223勝105敗で勝率67.9%だった。

## マイアミ・ヒート
ニューヨーク・ニックスを離れたライリーは、マイアミ・ヒートで監督兼社長（選手人事責任者）に就任した。ヒートを指揮することになった初年度に、ライリーは選手を大幅に入れ替える改革を行った。シーズン前とシーズン中のトレードで、アロンゾ・モーニングやティム・ハーダウェイなどを獲得。シーズン中に入れ替わった選手は合計で14名にも及んだ。このうち、ハーダウェイは1997年に、30歳を過ぎていながらオールNBAファーストチーム入りを果たし、1999年にはモーニングがシャキール・オニールをおさえて同賞を受賞した。
ヒートは1988年に設立された新興チームで、ライリー以前に勝率が5割を上回ったシーズンは1度しかなかった。ライリー1年目の1995-96シーズンに、ヒートは前シーズンの32勝から10勝上乗せして42勝40敗。翌シーズンは61勝21敗と躍進し、ライリーは3度目の最優秀監督賞を受賞した。
ヒートはライリーを迎えて以降プレイオフの常連になった。1996年には1回戦でシカゴ・ブルズに敗れたものの、翌1997年には苦しみながらもオーランド・マジックを破り、2回戦は古巣ニューヨーク・ニックスとの対戦となった。途中1勝3敗でシリーズ敗退寸前となりながらも第5戦の終了間際に起こった乱闘でニックスの多くの選手がその後の試合で出場停止となる幸運に助けられてその後3連勝でニックスを下し、地区決勝で再びシカゴ・ブルズと対戦した。マイケル・ジョーダンを擁するブルズには実力の違いを見せつけられ、ヒートは1勝4敗で敗退する。敗戦後、ライリーは「ジョーダンがいる限りどこもブルズに勝てない」と発言した。
続く1997-98シーズンのヒートは55勝し、東カンファレンス2位だったがプレイオフ1回戦で因縁のニューヨーク・ニックスと対戦。第4戦の終了間際にまたしても乱闘となり、アロンゾ・モーニングが最終戦に出場停止となってしまう。それが響いてヒートは最終戦に敗退。ニックスに前年の「リベンジ」(復讐)を果たされた形になってしまった。
ロックアウトで短縮された1998-99シーズンには33勝でディビジョン首位の成績を収めたが、プレイオフではここ3年連続して因縁の対戦を続け、すっかり宿敵となっていたニューヨーク・ニックスに1回戦で敗れた。第1シードのチームが第8シードのチームに敗退するのはNBA史上2度目(現在まででも3回だけ)のハプニングだった。
1999-2000シーズンには52勝30敗で再びディビジョン首位、2000-01シーズンにライリーは監督として通算1,000勝目をあげる快挙を成し遂げて50勝32敗を記録したものの、翌シーズンには腎臓を患ったモーニングの不在が響いて36勝46敗、次の2002-03シーズンには25勝57敗の成績に終わった。このシーズンが終わると、ライリーは監督をスタン・ヴァン・ガンディに譲り、球団社長の業務に専念することになった。この時点でのライリーの戦績は、354勝270敗で勝率56.7%だった。
チームの指揮から離れていた時期、ライリーはいくつか重要な動きをしている。2003年のドラフトでは全体5位でドウェイン・ウェイドを指名。2004年にはトレードで、シャキール・オニールを獲得した。2004-05シーズンをヒートは59勝23敗という好成績で終えた。
2005-06シーズン、ライリーは監督として再びチームの指揮を執り、52勝30敗の成績で終えた。自分が後事を託したコーチの不振のため自分がシーズン途中で現場復帰した形だったが、プレイオフでヒートはNBAファイナルに勝ち進み、ダラス・マーベリックスを4勝2敗で下して優勝を果たした。ライリーにとって80年代のレイカーズ時代以来の優勝となった。
2006-07シーズンには、シャキール・オニールの故障による出場試合の減少、ドウェイン・ウェイドも故障を抱えるなど前年とは一転した不振の年になる。ヒートはプレイオフには出場したものの1回戦で敗れてしまう。
2007-2008シーズンも主力選手は故障が多く、ヒートの成績はプレイオフにも出られない状態に低迷する。シーズン途中で確執があったシャキール・オニールをフェニックス・サンズに放出し、代わりにショーン・マリオンらを獲得したが、ドウェイン・ウェイドが故障で出場試合が激減し、成績は改善されなかった。その際オニールから「もうこれでクリス・クインやリッキー・デイビスのような選手と一緒にプレーしなくて済む」と皮肉られた。シーズン後、ライリーはヘッドコーチの職を再度退くと発表した。
2008年にバスケットボール殿堂入りを果たした。

## 業績と指導方針
ロサンゼルス・レイカーズ、ニューヨーク・ニックス、マイアミ・ヒートの3チームを強豪に育て上げたことで、ライリーはNBA史上に残る名将の地位を確かなものにしている。1996年にNBA創設50周年を記念する行事で、ライリーはリーグ史上優秀な監督10名の一人に選ばれている。
2003年に監督を退いた時点では、通算成績1,110勝569敗で勝率66.1%。NBA史上ライリーの勝ち数を上回る監督は、殿堂入りを果たしているレニー・ウィルケンズのみである。ライリーは監督として1,434試合目で1,000勝を達成しており、これはNBAのみならず北米4大プロスポーツリーグで最速である。1982年からライリーが監督としてチームを指揮して以降、2001年まで19年連続でプレイオフ進出を果たしている。これは連続記録としてはリーグ史上最高で、累計回数としてもレッド・アワーバックに並び史上最多である。
ライリーは選手に厳しい練習を行わせることで有名である。レイカーズ時代にライリーの指導を受けたマジック・ジョンソンは、ライリーは選手の才能の最後の1滴まで絞り出す能力があると評している。3時間にも及ぶハードな練習に真剣に取り組む者もいれば、バイロン・スコットのようにライリーに反感を持つ者もいた。またチャールズ・オークリー、アンソニー・メイソン、ティム・ハーダウェイ、シャキール・オニールのようにライリーのチームから離れた後でライリーを批判する選手もいた。
ライリーは様々な方法で選手を鼓舞しようとした。スピーチがうまく、試合前に様々なエピソードを選手に聞かせることがしばしばあった。自らビデオを編集して選手に見せることも多く、いい試合の後はいいプレイの総集編を、悪い試合の後には悪いプレイばかりをつなぎ合わせて選手に見せた。夏のオフの時期には、選手たちに翌シーズンへの期待をこめた手紙を送った。
ライリーは、チームを妨害するあらゆるものを「周辺の敵」と表現し、極端な敵意を見せることがあった。ライバルチーム関係者や曖昧な根拠でレイカーズを批判するマスコミのみならず、時には自チーム選手と親しい人々までを敵と考えることもあった。緊張感が高まるプレイオフの時期には、ライリーは選手たちが妻や恋人と接触することを禁じ、これは選手たちに不評なことが多かった。
戦術としてはディフェンスを非常に重視し、防御から攻撃に移ることが多い。ニックスやヒートの時代もこれは徹底されていた。相手にパワフルな肉弾戦を挑み、その結果相手と乱闘にまでなることも何度かあり、止めようとして選手ともみ合ったライリーのスーツのズボンが破けてしまったこともある。レイカーズ時代も実はディフェンスは非常に重視されており、時間をかけて練習し、失点も少なかったのだが当時はレイカーズは速攻主体のショータイム・オフェンスしかできないチームだと周囲から言われ続けていた。しかし、そもそもディフェンスが固くないと相手のボールを奪えず、速攻は出せないとマジック・ジョンソンは自著で語っている。そのあたりの考え方はライリーとマジックは気が合ったようだ。

## 選手成績

### NBA

#### レギュラーシーズン
| シーズン | チーム     | GP  | GS | MPG  | FG%  | 3P% | FT%  | RPG | APG | SPG | BPG | PPG  |
| -------- | ---------- | --- | -- | ---- | ---- | --- | ---- | --- | --- | --- | --- | ---- |
| 1967–68  | ロケッツ   | 80  | —  | 15.8 | .379 | —   | .634 | 2.2 | 1.7 | —   | —   | 7.9  |
| 1968–69  | ロケッツ   | 56  | —  | 18.3 | .406 | —   | .672 | 2.0 | 2.4 | —   | —   | 8.8  |
| 1969–70  | ロケッツ   | 36  | —  | 13.2 | .417 | —   | .727 | 1.6 | 2.4 | —   | —   | 5.3  |
| 1970–71  | レイカーズ | 54  | —  | 9.4  | .413 | —   | .644 | 1.0 | 1.3 | —   | —   | 4.9  |
| 1971–72  | レイカーズ | 67  | —  | 13.8 | .447 | —   | .743 | 1.9 | 1.1 | —   | —   | 6.7  |
| 1972–73  | レイカーズ | 55  | —  | 14.6 | .428 | —   | .793 | 1.2 | 1.5 | —   | —   | 7.3  |
| 1973–74  | レイカーズ | 72  | —  | 18.9 | .430 | —   | .764 | 1.8 | 2.1 | .8  | .0  | 9.5  |
| 1974–75  | レイカーズ | 46  | —  | 22.1 | .419 | —   | .742 | 1.8 | 2.6 | .8  | .1  | 11.0 |
| 1975–76  | レイカーズ | 2   | —  | 11.5 | .385 | —   | .333 | 1.5 | .0  | .5  | .5  | 5.5  |
| 1975–76  | サンズ     | 60  | —  | 13.2 | .389 | —   | .730 | .8  | 1.0 | .4  | .1  | 4.6  |
| Career   | Career     | 528 | —  | 15.5 | .414 | —   | .705 | 1.6 | 1.7 | .6  | .1  | 7.4  |

#### プレーオフ
| シーズン | チーム     | GP | GS | MPG  | FG%  | 3P% | FT%   | RPG | APG | SPG | BPG | PPG |
| -------- | ---------- | -- | -- | ---- | ---- | --- | ----- | --- | --- | --- | --- | --- |
| 1969     | ロケッツ   | 5  | —  | 15.2 | .432 | —   | .833  | 2.2 | .4  | —   | —   | 7.4 |
| 1971     | レイカーズ | 7  | —  | 19.3 | .420 | —   | .727  | 2.1 | 2.0 | —   | —   | 9.4 |
| 1972     | レイカーズ | 15 | —  | 16.3 | .333 | —   | .750  | 1.9 | .9  | —   | —   | 5.2 |
| 1973     | レイカーズ | 7  | —  | 7.6  | .333 | —   | —     | .7  | 1.0 | —   | —   | 2.6 |
| 1974     | レイカーズ | 5  | —  | 21.2 | .360 | —   | .750  | 1.2 | 2.0 | .8  | .0  | 7.8 |
| 1976     | サンズ     | 5  | —  | 5.4  | .400 | —   | 1.000 | .0  | 1.0 | .0  | .0  | 2.6 |
| Career   | Career     | 44 | —  | 14.6 | .374 | —   | .763  | 1.5 | 1.2 | .4  | .0  | 5.7 |

### カレッジ
| シーズン | チーム           | GP | GS | MPG  | FG%  | 3P% | FT%  | RPG | APG | SPG | BPG | PPG  |
| -------- | ---------------- | -- | -- | ---- | ---- | --- | ---- | --- | --- | --- | --- | ---- |
| 1964–65  | ケンタッキー大学 | 25 | —  | 33.0 | .432 | —   | .618 | 8.5 | 1.1 | —   | —   | 15.0 |
| 1965–66  | ケンタッキー大学 | 29 | —  | 37.2 | .516 | —   | .699 | 8.9 | 2.2 | —   | —   | 22.0 |
| 1966–67  | ケンタッキー大学 | 26 | —  | 36.7 | .442 | —   | .782 | 7.7 | 2.6 | —   | —   | 17.4 |
| Career   | Career           | 80 | —  | 35.7 | .469 | —   | .714 | 8.4 | 2.0 | —   | —   | 18.3 |

## ヘッドコーチ成績
| チーム     | シーズン | G     | W     | L   | W–L% | シーズン結果            | PG  | PW  | PL  | PW–L% | 最終結果                          |
| ---------- | -------- | ----- | ----- | --- | ---- | ----------------------- | --- | --- | --- | ----- | --------------------------------- |
| レイカーズ | 1981–82  | 71    | 50    | 21  | .704 | 1st in パシフィック     | 14  | 12  | 2   | .857  | NBA チャンピオンシップ            |
| レイカーズ | 1982–83  | 82    | 58    | 24  | .707 | 1st in Pacific          | 15  | 8   | 7   | .533  | NBAファイナル敗退                 |
| レイカーズ | 1983–84  | 82    | 54    | 28  | .659 | 1st in Pacific          | 21  | 14  | 7   | .667  | NBAファイナル敗退                 |
| レイカーズ | 1984–85  | 82    | 62    | 20  | .756 | 1st in Pacific          | 19  | 15  | 4   | .789  | NBA チャンピオンシップ            |
| レイカーズ | 1985–86  | 82    | 62    | 20  | .756 | 1st in Pacific          | 14  | 8   | 6   | .571  | カンファレンスファイナル敗退      |
| レイカーズ | 1986–87  | 82    | 65    | 17  | .793 | 1st in Pacific          | 18  | 15  | 3   | .833  | NBA チャンピオンシップ            |
| レイカーズ | 1987–88  | 82    | 62    | 20  | .756 | 1st in Pacific          | 25  | 15  | 9   | .625  | NBA チャンピオンシップ            |
| レイカーズ | 1988–89  | 82    | 57    | 25  | .695 | 1st in Pacific          | 15  | 11  | 4   | .733  | NBAファイナル敗退                 |
| レイカーズ | 1989–90  | 82    | 63    | 19  | .768 | 1st in Pacific          | 9   | 4   | 5   | .444  | カンファレンスセミファイナル敗退  |
| ニックス   | 1991–92  | 82    | 51    | 31  | .622 | 1st in アトランティック | 12  | 6   | 6   | .500  | カンファレンスセミファイナル敗退  |
| ニックス   | 1992–93  | 82    | 60    | 22  | .732 | 1st in Atlantic         | 15  | 9   | 6   | .600  | カンファレンスファイナル敗退      |
| ニックス   | 1993–94  | 82    | 57    | 25  | .695 | 1st in Atlantic         | 25  | 14  | 11  | .560  | NBAファイナル敗退                 |
| ニックス   | 1994–95  | 82    | 55    | 27  | .671 | 2nd in Atlantic         | 11  | 6   | 5   | .545  | Lカンファレンスセミファイナル敗退 |
| ヒート     | 1995–96  | 82    | 42    | 40  | .512 | 3rd in Atlantic         | 3   | 0   | 3   | .000  | ファーストラウンド敗退            |
| ヒート     | 1996–97  | 82    | 61    | 21  | .744 | 1st in Atlantic         | 17  | 8   | 9   | .471  | カンファレンスファイナル敗退      |
| ヒート     | 1997–98  | 82    | 55    | 27  | .671 | 1st in Atlantic         | 5   | 2   | 3   | .400  | ファーストラウンド敗退            |
| ヒート     | 1998–99  | 50    | 33    | 17  | .660 | 1st in Atlantic         | 5   | 2   | 3   | .400  | ファーストラウンド敗退            |
| ヒート     | 1999–00  | 82    | 52    | 30  | .634 | 1st in Atlantic         | 10  | 6   | 4   | .600  | カンファレンスセミファイナル敗退  |
| ヒート     | 2000–01  | 82    | 50    | 32  | .610 | 2nd in Atlantic         | 3   | 0   | 3   | .000  | ファーストラウンド敗退            |
| ヒート     | 2001–02  | 82    | 36    | 46  | .439 | 6th in Atlantic         | —   | —   | —   | —     | プレーオフ不出場                  |
| ヒート     | 2002–03  | 82    | 25    | 57  | .305 | 7th in Atlantic         | —   | —   | —   | —     | プレーオフ不出場                  |
| ヒート     | 2005–06  | 61    | 41    | 20  | .672 | 1st in サウスイースト   | 23  | 16  | 7   | .696  | NBA チャンピオンシップ            |
| ヒート     | 2006–07  | 82    | 44    | 38  | .537 | 1st in Southeast        | 4   | 0   | 4   | .000  | ファーストラウンド敗退            |
| ヒート     | 2007–08  | 82    | 15    | 67  | .183 | 5th in Southeast        | —   | —   | —   | —     | プレーオフ不出場                  |
| Career     | Career   | 1,904 | 1,210 | 694 | .636 |                         | 282 | 171 | 111 | .606  |                                   |

## その他
- 1988年にロサンゼルス・レイカーズを2連覇に導いた後、レイカーズが3連覇するのではないかという話題がのぼることがあった。その頃、three（3）と repeat（繰り返し）から作られた造語「スリーピート（Three-peat, 3連覇の意）」が使われるようになった。ライリーの運営する会社はこの語を商標として登録した。その後「スリーピート」を実現したのはライリーのチームではなく、フィル・ジャクソンが指揮した90年代のシカゴ・ブルズと2000年以降のロサンゼルス・レイカーズだった。
- マイケル・ジョーダンは一度もマイアミ・ヒートの選手としてプレイしたことはないが、このチームの球団社長を務めるライリーは、2003年にジョーダンの功績を称え彼の背番号23を同チームの永久欠番にした。
- ライリーはジョルジオ・アルマーニが主催したアルマーニのファッションショーに出たことがある。また雑誌 GQ の表紙を飾ったことがある。
- 監督として成功したことや、スピーチのうまさから、一般の企業から講演を依頼されることも多い。また妻とともに様々な慈善活動にも取り組んでいる。
- 現役時代は今では想像がつかないアフロヘアーで髭も伸ばしていたことがある。当時はヒッピースタイルが大流行していた時代だった。当時の彼の映像は最近発売されたレイカーズの歴史をまとめたDVD(NBAダイナスティーシリーズ)で見ることができる。ウィルト・チェンバレンやジェリー・ウエストらが優勝した年にライリーはレイカーズのチームメイトだった。
- 著書のうち、「The WINNERS」が日本で唯一翻訳出版(邦題は「ザ・ウイナーズ」)されている。